# 成始璄
成始璄（韓語：성시경，1979年4月17日—），曾被誤譯為成詩京。韓國著名男歌手、作曲家、主持人、電台DJ。身高187公分。擁有溫柔深情又獨特清亮的嗓音，出道以來一直以抒情感性風格的歌曲深受大眾喜愛，有「情歌皇太子」、「耳膜男友」的美譽。具代表性的抒情歌曲有《兩個人》、《在街上》、《你曾使我感動》、《走向我的路》等，其中《兩個人》為韓國至今最具代表性的婚禮祝歌之一。官方粉絲團名稱為「Purple Ocean」，應援色為紫色。
成始璄曾為多部熱門韓劇演唱OST，如《秘密花園》、《請回答1994》、《來自星星的你》等，歌曲均獲得很高評價。2012年開始，以《兩天一夜第二季》、《魔女狩猎》、《非首腦會談》正式進入綜藝主持界。2018年約滿離開Jellyfish娛樂。

## 早年經歷
由於父親職場原因，成始璄在五歲的時候曾全家短暫旅居香港，七歲後回到韓國首爾，定居於瑞草區盤浦洞。學生時期成績優異，中學於盤浦中學、世和高等學校就讀，從初中一年級起一直擔任班長。畢業於三大名門大學之一的高麗大學。1999年，當時為高考生的成始璄以臨時演員的身份出演MBC情景喜劇《三個男人三個女人》。其姑父的姪女是韓國歌手金朝翰的妻子。。
成始璄出身於書香門第，於高麗大學主修社會學系。他的父親畢業於首爾大學，母親及兩位姐姐畢業於梨花女子大學。成始璄過去三修都打算像父親一樣考上首爾大學，但三次都落榜(其中一次被取錄了，但不是自己心儀的學系)，而每次亦同時被高麗大學取錄。高麗大學社會學專業畢業後，於高麗大學言論大學院進修碩士學位。大學後半程修學與演藝工作同時進行，並以（裸考）託業考試900+的高分數畢業。之後也考過日本语能力测试（JLPT）N1級別。

## 演藝生涯

### 2000－2005年：出道，綜藝歌謠雙發展
2000年9月，成始璄參加第1屆《升樂Festival網絡選拔大賽》。同年11月，發行首支個人單曲《走向我的路》，正式以歌手身份出道。此曲在音樂網站舉辦的歌謠慶典中得到大獎，宣傳唱片賣出10萬張以上。2001年4月，成始璄發行第一張正規專輯《一如當初》，專輯突破35萬張銷售量。尹鍾信提到:「第一次見成始璄時，覺得他只是個高個子、眼睛不太好(近視很深)的新人歌手。但是一聽到他唱歌就發現了，唱得太好了，特別和緩細膩，他一定會大紅的。」成始璄憑藉該專輯獲得Mnet亞洲音樂大獎最佳新人男歌手獎、第16屆金唱片大賞最佳男新人獎等多個獎項。而成始璄通過《微笑天使》向大眾展現了並非其長項的舞蹈，被粉絲戲稱為「黑歷史」。並使歌曲裏的一句歌詞：「這時代最棒的舞曲是Moda(什麽)?」成為歌迷熟知的名言。
2002年7月，成始璄發行第二張正規專輯《Melodie D'Amour》，專輯主打歌是《你曾使我感動》。成始璄憑藉該專輯獲得Mnet亞洲音樂大獎最佳男歌手獎和第13屆首爾音樂大獎本賞。兩張正規專輯的好成績令成始璄受到廣泛矚目，被媒體喻為繼申勝勳、曹誠模之后的新「情歌皇太子」、「抒情界絕不能缺少的歌手」。2003年5月，發行精選輯《Try To Remember》，專輯延續抒情曲風，電影《菊花香氣》的經典插曲《熙渽》也收錄其中。此曲在2014年KBS電視台公佈的《20世紀熱門歌曲》中排名第3位，在2019年「韓國人最喜歡的全球電影音樂評選」中排名第13位。10月，成始璄發行第三張正規專輯《雙面人生》，專輯主打曲為《不忍》。
2003年開始，成始璄參加不同的綜藝節目如《X-Man》、《Happy Together》、《情書》、《明星金鐘》等，向綜藝界發展。在綜藝節目《X-Man》中，因為經常在力量對決的遊戲中取得勝利，因此被節目主持人之一的姜虎東稱為「成長官」、「成將軍」。
2004年5月，成始璄發行Live專輯《成始璄Live Album - 歌話展》，專輯收錄了《一如當初》、《接吻嗎》等在演唱會現場演唱的歌曲。 同月，發行翻唱專輯《Remake Album》，重新演繹了《濟洲島的藍色之夜》、《為了離別》等14首經典歌曲 。他重新演釋的溫柔緩慢版《濟洲島的藍色之夜》，給人一種在沙灘散步吹着海風的清新治癒感。成始璄的版本有時會在《Running Man》、《兩天一夜》等綜藝節目中以背景音樂形式播放。播放率和知名度更超越原唱和其他翻唱版本，受眾率之高甚至令部分年輕市民誤以為成始璄是《濟洲島的藍色之夜》的原唱者。
2005年4月，成始璄推出第四張正規專輯《想重新做夢》，以抒情歌為主，還包括了民謠、Jazz、R&B等多種曲風的歌曲，而他亦親自為數首作品譜曲。10月，開始擔任MBC電台深夜廣播節目《藍色夜晚》的DJ。成始璄在每次廣播最後向聽眾道別用的語句「잘자요」（晚安喲）意外引發熱潮，當時有韓國節目甚至戲稱「女生不睡覺就是為了等成始璄深情的一句晚安喲」。節目結束後，標誌性道別語「잘자요」亦多次被其他藝人提及和模仿。如2007年《無限挑戰》成員在節目中爭相模仿以成始璄的語調說「잘자요」，2018年末車太鉉亦在演藝大賞中模仿成始璄說「잘자요」。

### 2006－2010年：奠定情歌皇太子的地位
2006年，成始璄發行第五張正規專輯《The Ballads》，帶來了哀愁的抒情歌曲和爵士、POP等多種風格的音樂。主打歌《在街上》是一首悲情歌曲，因為實在太難唱，被不少歌手拒絕過。成始璄在該首歌的作曲兼填詞人尹鍾信家里偶爾聽到這首歌，主動提出要演唱《在街上》。按尹鍾信的說法是:「把被遺棄在倉庫底的歌拿出來當寶。」而《在街上》出乎意料地獲得成功，紅遍韓國大街小巷。此曲成為成始璄的最佳代表作，奠定「情歌皇太子」的地位。成始璄亦被尹鍾信稱讚為「最能救活我的歌的歌手」。
2007年10月，成始璄發行單曲《再一次離別》。2008年4月，推出由他親自填詞的單曲《相愛的事》。6月，發行第六張正規專輯《這裡，在我心中》，主打歌《再見我的愛情》與柳熙烈共同合作。2008年6月，成始璄在延世大學露天劇場举舉行入伍前最后一場演唱會。7月1日，在江原道春川102號補充隊入伍。在接受新兵訓練後，被安排到位於韓國元洲的第一野戰軍司令部作為軍樂隊一員服役。2010年5月17日，成始璄結束了為期22個月的軍隊生活，正式退伍。

### 2011－2013年：回歸DJ，正式進軍綜藝主持界
2011年6月，成始璄接替柳熙烈，成為MBC《音樂都市》的第四任市長。9月，發行第七張正規專輯《最初》，收錄與IU合作的單曲《是你》、電視劇《秘密花園》的插曲《你是我的春天》等歌曲。10月，為月火劇《千日的約定》演唱插曲《一次的愛》。
2012年3月，成始璄與李壽根，金鍾旼，嚴泰雄，車太鉉，周元，金勝友共同被選為KBS周末綜藝《兩天一夜第二季》固定成員。雖然有觀眾一開始認為他「直率，過於認真」的性格不太適合主打搞笑的《兩天一夜》，但經過幾期的「磨練」後成始璄也漸漸放開自己，成功融入到節目中。一改以往在電視中展現的斯文溫和，高智商的形象，以「代成員向PD協商、批評PD的不公義」、「高學識沒知識」的舉動和形象為節目增添不少笑點，而在節目中默默保護成員的舉動也引起觀眾好評。5月，成始璄舉辦首次《祝歌演唱會》，並邀請金鍾旼、車太鉉作嘉賓，門票火速售罄。有別於一般在室內舉辦的演唱會，《祝歌演唱會》在露天劇場舉行，讓歌迷能裹著春末的微風，享受與一般演唱會截然不同的氛圍。
2013年，與「國民MC」申東燁聯手主持《魔女狩猎》，正式進軍綜藝主持界。成始璄在放送中炫耀著在專門MC面前也不落後的口才，跟藝能界中有著首屈一指的口才MC申東燁步伐一致，展現二人如天作之合的默契。10月，為tvN金土劇《請回答1994》演唱插曲《致你》。 12月，與金希澈、Dara共同擔任SBS歌謠大戰主持人。

### 2014－2018年：OST皇太子、耳膜男友
2014年2月，成始璄演唱水木劇《來自星星的你》的插曲《你的所有瞬間》。9月，與Psy合作翻唱柳熙烈的經典歌曲《火熱的再見》。22日，和申東燁、閔庚勳共同主持《今天吃什麼》。節目以全直播方式進行，烹飪過程不經任何刪減或編輯。主持人運用直送到攝影棚的食材烹飪料理，並選出當天的最佳菜色。12月，與允兒、鄭容和共同擔任KBS歌謠盛典主持人。5日，成始璄在首爾蠶室室內體育館舉辦《成始璄的冬天》全國巡迴演唱會。9日，發表特別翻唱專輯《Winter Wonderland》，和權珍雅合作演唱的主打歌《決定不忘記》在韓國Melon、Gene、MNET、Olleh Music、Naver Music等8個音樂排行榜主要音源網站奪得冠軍。12月27日，與申東燁、柳熙烈聯手主持KBS演藝大賞。
2015年5月，成始璄在延世大學連續舉辦了3場《2015祝歌演唱會》，並與IU、張慧珍和金朝翰等歌手合作帶來特別演出。8月，擔任Mnet音樂節目《Super Star K》第7季評審。2016年2月，與俞世潤共同擔任音樂節目《DUEISONGFESIVAL》主持人 。5月15日，成始璄在首爾延世大學露天劇場舉辦了《2016祝歌演唱會》。當天天氣不佳，不但吹了強風，更下起大雨。演唱會上，成始璄對觀眾表示：「對不起，也謝謝大家，我一定會幫大家支付洗衣費。」在演唱會结束後，成始璄自掏腰包向前来演唱會的6000多名觀眾送了洗衣券，表示感謝。9月，為月火劇《雲畫的月光》譜寫插曲《溫柔地再見》並親自獻唱。11月，成始璄創作並演唱了水木劇《藍色海洋的傳說》的插曲《無論何時何地》。
2017年4月，tvN《名單公開》公布由音樂專家選出的「耳膜男友/女友」，成始璄為第一名，領先IU、朴正炫、泰妍等人氣歌手。音樂評委曹圭贊表示：「在男歌手中，成始璄是很重要的一位。」成始璄被評委一致認定為「電視劇OST匠人」，網造詞「耳膜男友/女友」也是從他身上得來。5月27日，成始璄在首爾延世大學露天劇場舉辦兩場《2017祝歌演唱會》。2018年2月，成始璄離開Jellyfish娛樂，並成立單人企劃公司。5月，舉辦《2018祝歌演唱會》，演唱會門票用了4分30秒在網上瞬間售罄。同時創造了連續7年全部售罄的記錄。
不論是成始璄在2003年為電影《菊花香氣》演唱OST的《熙渽》、以及2010年開始為韓劇《秘密花園》演唱的《你是我的春天》 、《請回答1994》的《致你》、《來自星星的你》的《你的所有瞬間》 、《雲畫的月光》的《溫柔的再見》、以至《藍色海洋的傳說》的《無論何時何地》等，均在OST榜單獲得非常好的成績。只要是成始璄有參與演唱OST的電視劇，除了歌曲獲得很高評價外，電視劇的人氣和收視都相當高企。因此成始璄亦被喻為韓劇不可或缺的「OST皇太子」。

### 2019年至今：回歸歌謠界，推出第八張正規專輯
2019年5月25日，成始璄舉行《2019祝歌演唱會》。連續八年以相同主題舉行公演，年年創下門票售罄記錄。12月9日，推出與歌手IU合作的數碼單曲《First Winter》。此次是兩人繼2010年9月發表的《是你》之後時隔9年再次合作。《First Winter》發布音源後馬上佔據了melon實時榜單音源排行一位，超越了原本排行第一的《Blueming》。IU和成始璄兩個「天籟蜜嗓」的完美合唱讓這首冬夜甜歌暖人心扉。
2020年4月8日，成始璄加盟tvN綜藝節目《On and Off》。成始璄在節目中展現出優秀的烹飪技巧和吃貨本色，因此被其他主持稱為「成食璄」。5月3日，成始璄公開全英文新曲《And We Go》，繼2018年發行《永遠地》之後時隔兩年回歸舞台。29日，和金鍾國，BoA和Dynamic Duo擔任音樂選秀節目《韓國好聲音2020》導師。另一方面，成始璄原定於5月舉行《2020祝歌演唱會》因新冠肺炎疫情而取消。7月，確定和BoA出演JTBC綜藝《認識的哥哥》，主題為「出道20週年的傳奇歌手」。9月，和金鐘國、徐章勳、HAHA、夏妍智主持MBC中秋特別節目《臉紅的拉麵研究所》。12月初，成始璄參加「小熊軟糖100周年活動」，親手烘焙畫上小熊軟糖圖案的巧克力蛋糕，獲得第一名的好成績。
2021年1月3日，成始璄主持SBS韓國音樂歷史節目《傳說的舞台 - Archive K》。10日，和李多熙連續兩年攜手主持第35屆《Golden Disc Awards》（金唱片獎）「實體唱片」場次。
2021年5月11日，成始璄通過經紀公司官方NAVER POST公開了第八張正規專輯「ㅅ」的主題照。此次發行的專輯是成始璄自2011年9月發行的第七張正規專輯「最初」之後時隔10年推出的正規專輯。「ㅅ」於同月21日通過各大在線音源網站發行。25日，《dingo music》發佈成始璄的《Killing Voice》歌曲串燒，目前成始璄《Killing Voice》的觀看人數已突破6200萬，觀看量在眾歌手中排名第2。
2022年5月28日、29日，成始璄於蠶室舉行因疫情而延宕三年的《2022祝歌演唱會》；門票於首爾時間五月二日夜間八時正式開放訂購，造成網站癱瘓，一如既往秒殺。

## 人物評價
成始璄在韓國演藝圈以敢言、耿直聞名。演員周元表示:「始璄哥比誰都清楚尊敬長輩的禮儀，是個端正的人。社會正義，像是如果看到有人做出不好的事，不會就那樣坐視不管的性格，是會馬上出面纠正的個性。他是比任何人都遵守基本原則的，是男人中的男人。」
- 在2002年劉承俊事件爆發後，成始璄是唯一一個敢公開批評韓國政府做法幼稚及反對政府「禁止其入境」做法的藝人。他在2007年綜藝《黃金漁場：膝蓋道士》中表示:「韓國政府禁止其入境的做法是幼稚的。不是說劉承俊做得好，但殺人犯、強姦犯等罪犯，出獄後不也可以在韓國生活…原不原諒（劉承俊）是國民的事，而不是韓國政府該干涉的事。」[28]
- 成始璄曾在Fan Meeting上公開批評韓國的Anti-Fans文化。（Anti-Fans是一個專門為了反對某個特定藝人而建立的一種組織。部分Anti-Fans行事偏激，甚至會對他們所反對的那個藝人做出恐嚇或傷害的事情。）成始璄認為那些人與其一味的責罵無辜藝人，不如把關注點放在到一些腐敗、說一套做一套的政治人物的身上。

## 音樂創作
韓國音樂著作權協會
| 姓名   | 登記名字 | 編號                            | 登記著作 |
| 成始璄 | 성시경   | W0456100 （页面存档备份，存于） | [ 29 ]   |

## 音樂作品

### 單曲
| 單曲                                               | 發行日期                                                               | 單曲信息                                                         |
| 머지않아 나에게 Sooner to me                       | 發行日期：2003年2月6日                                                 | （Camilla）專輯《Introspect》ft.Sung Si-Kyung 作詞심현보(沈炫輔) |
| 火熱的再見 (뜨거운안녕 )                           | 發行日期：2012年8月23日                                                | （Psy）專輯《6,Part One》                                        |
| 因為是聖誕節 (크리스마스니까)                      | 發行日期：2012年12月6日                                                | 《Jelly Christmas 2012 HEART PROJECT》                           |
| 明天要做的事 (내일할일)                            | 發行日期：2013年2月4日                                                 | （尹鐘信）專輯《步行》                                           |
| 冬季告白 (겨울 고백)                               | 發行日期：2013年11月10日                                               | 《Jelly Christmas 2013 HEART PROJECT》                           |
| 三個人 (세사람)                                    | 發行日期：2014年11月17日                                               | （Toy 柳熙烈）專輯《7th Da Capo》                                |
| 是這樣嗎? (그런걸까)                               | 發行日期：2015年11月11日                                               | 向歌手金光石致敬                                                 |
| 仙女座 (안드로메다)                                | 發行日期：2016年10月28日                                               | 姜勝元강승원Kang, Seung-Won專輯【Making Project】，與鄭有美合唱  |
| Holding On To You （나의 밤 나의 너） （數位單曲） | - 发行日期：2017年10月31日 - 发行公司：Jellyfish Entertainment, CJ E&M | 歌曲列表 1. Holding On To You （나의 밤 나의 너）                |
| 顯而易見的離別 （뻔한 이별）                       | 發行日期：2017年11月16日                                               | 與昭宥合唱                                                       |
| 幸せならそばにある 幸福，近在咫尺 （日語單曲）     | - 发行时间: 2018年7月4日 - 发行公司：勝利娛樂                          | 歌曲列表 1. 幸せならそばにある 2. 鼓動は届く                     |
| ハチミツ                                           | 發行日期：2019年7月11日                                                | 電視劇【百合だのかんだの】主題曲，數位單曲                       |
| 첫 겨울이니까 因為是初冬 （與IU合唱，數位單曲）    | - 发行时间: 2019年12月9日 - 发行公司：勝利娛樂                         | 歌曲列表 1. 첫 겨울이니까 2. 첫 겨울이니까 (Inst.)               |
| And We Go                                          | 發行日期：2020年5月3日                                                 | 英語數位單曲                                                     |
| 감동이야 You Move Me                               | 發行日期：2022年4月29日6PM KST                                         | PSY第9張正規專輯[싸다9] Track List:#4. ft.Sung Si-Kyung          |
| 말하지 않아도 알아요 你甚麼都不用說（我都知道）    | 發行日期：2022年9月5日                                                 | 與姜勝元강승원Kang,Seung-Won合作，數位單曲                       |
| 心痛的我 (아픈 나를) Lovesick                      | 發行日期：2022年12月27日                                               | （Naul）單曲企劃《Ballad Pop City》                              |
| Need You                                           | 發行日期：2023年4月13日                                                | 與女歌手 SOLE 合唱                                               |
| Blooming Today                                     | 發行日期：2023年5月21日                                                | 雙曲企劃 Two Tracks Project                                      |
| 잠시라도 우리 哪怕只是暫時，我們                   | 發行日期：2023年10月19日                                               | （Naul）跨刀製作、合唱                                           |

### 专辑[30]
| 专辑                                               | 专辑信息                                                                                         | 歌曲列表 |
| 처음처럼 一如当初 （第一張正規專輯）               | - 发行时间: 2001年4月4日 - 发行公司：Dream Music, Universal Music - 专辑销量: 356,817            | 歌曲列表 1. 처음처럼 Like The Beginning 2. 포용 Embrace 3. 내안의 그녀 The Girl In My Heart 4. 미소천사 微笑天使 5. 동화 Fairytale 6. 축복 Blessing 7. For U 8. 헤어지던 날 The Day Of Breaking Up 9. 커져버린 사랑 Love That Grew Bigger 10. Show Me Your Love 11. 그리움 Yearning 12. 내가 너의 곁에 잠시 살았다는 걸 I've Stayed By Your Side Shortly 13. 내게 오는 길 走向我的路 [Bonus Track] |
| Melodie D'Amour （第二張正規專輯）                 | - 发行时间: 2002年7月18日 - 发行公司：Doremi Media - 专辑销量: 425,683                           | 歌曲列表 1. 넌 감동이었어 你曾使我感动 2. 선인장 仙人掌 3. 사랑해서 슬픈 날 爱了后也悲伤的日子 4. Love Letter 5. 우린 제법 잘 어울려요 我们很般配 6. 이렇게라도 哪怕是这样 7. 바램 期望 8. Happy Birthday To You 9. 좋을텐데 該有多好 10. 첫 눈에 반하다 一见钟情 11. 사랑이 변하나요 爱会变么？ 12. 슬픔이 슬픔을 悲伤 哦 悲伤 13. 어느 멋진 날 某个美好的日子 14. Sweet Dream 15. 사랑이겠죠 可能是爱情吧 |
| Try to Remember （精選專輯）                       | - 发行日期: 2003年3月27日 - 发行公司: CJ E&M Music and Live - 专辑销量: 73,988                   | 歌曲列表 1. Try To Remember 2. 아직 난 （I Haven’t） 3. 아무것도 아닌 이야기 （Story With No Meaning） 4. 그대 창가로 눈부신 아침이（with 박학기） （Rosy Clouds Of Dawn In Front Of Your Window） 5. 머지 않아 나에게（with 카밀라） （Soon You’ll Face Me） 6. 저녁놀 （Sunset Clouds） 7. 못할거야 （Can’t Do It） 8. Lately 9. 소박했던 행복했던 （We Were Happy） 10. 희재 （Hui Jae） 11. 잘못（with 박지윤） （Mistake） 12. Back At One 13. 아날로그 （Analogue） 14. 고백의 날 （The Day Of Confessing Love） 15. 마리이야기 （Mari’s Story）                                                |
| Double Life; The Other Side （第三張正規專輯）     | - 发行日期: 2003年10月16日 - 发行公司: Mutu Entertainment, Yejeon Media - 专辑销量: 181,834      | 歌曲列表 1. The Memory 2. 외워 두세요 （请记住） 3. 팝콘 （Popcorn） 4. First Date 5. 차마... （不忍） 6. Kiss할까요 （接吻么） 7. 10월에 눈이 내리면 （假如十月下雪） 8. Everyday Birthday 9. 내가 뭐 그렇죠 （我就是那样的） 10. 그날이후 （那天之后） 11. 그래도... 좋아 （Still... I like [You]） 12. Doing Alright 13. Forever With You 14. 저 하늘 걸고 （指天为盟） |
| Remake Album （翻唱專輯）                          | - 发行日期: 2004年5月20日 - 发行公司: - 专辑销量:                                                | 歌曲列表 1. 제주도의 푸른 밤 （濟洲島的藍色之夜） 2. 星星 3. 雨夜 4. 惠化洞 5. 為了離別 6. 散發著香氣的回憶 7. 少女 8. 愛的疼痛 9. 如果知道你的心情 10. 從你之後 11. 我孤獨的時候想起你 12. 星期三通紅的玫瑰 13. 怎樣的餘情 14. 靠窗的早晨 |
| 다시 꿈꾸고 싶다 想要再做梦 （第四張正規專輯）     | - 发行日期: 2005年4月8日 - 发行公司: Mutu Entertainment, Yejeon Media - 专辑销量: 81,424         | 歌曲列表 1. 다시 시작해도 될까요 （如果再开始） 2. 잘 지내나요 （过得好么） 3. 안녕 （再见） 4. 잊혀지는 것들에 대하여 （About The Things We Forget） 5. 일학년 일반 （Feat. 金振彪） （First Grade, First Class） 6. 눈물편지 （泪花信件） 7. 바보라죠 （傻瓜） 8. 후회하지 말아요 （Don’t Regret） 9. 콩깍지 （豆荚） 10. 고마워 （感谢） 11. 어느 흐린 날의 행복 （那些幸福） 12. 당신에겐 특별한 뭔가가 있어요 （There’s Something Special About You） 13. 쉬어요 （Rest） 14. 두사람 （两个人）                                                                                                  |
| The Ballads （第五張正規專輯）                     | - 发行日期: 2006年10月10日 - 发行公司: Jelowon Interactive, YBM Seoul Records - 专辑销量: 94,328 | 歌曲列表 1. 거리에서 （在街上） 2. 그리운 날엔 （On a Lonely Day） 3. 사랑할 땐 몰랐던 것들 （The Things You Don't Know When You're in Love） 4. 그 길을 걷다가 （Walking That Road） 5. 바람, 그대 （风与你） 6. 나 그리고 너야 （It's You And Me） 7. Who Do You Love 8. 그 이름 모른다고 （不清楚的名字） 9. 비개인 날 （雨过天晴） 10. 새로운 버릇 （New Habit） 11. 굿모닝 （Good Morning） 12. 기억을 나눔 （Sharing Memories） 13. 살콤한 상상 （甜蜜的想象） 14. 지금의 사랑 （Feat. Ann） （现在的爱） 15. 그 자리에, 그 시간에 （That Time, That Place） 16. 오, 사랑 （啊，爱情）          |
| 여기, 내 맘속에... 这里在我心中 （第六張正規專輯） | - 发行日期: 2008年6月12日 - 发行公司: Jellyfish Entertainment, YBM Seoul Records                 | 歌曲列表 1. 여기 내 맘속에 （这里在我心中） 2. 어디에도 （Anywhere） 3. 더 아름다워져 （Comes To Be Beautiful） 4. 안녕 나의 사랑 （再见 我的爱） 5. 잃어버린 것들 （Lost Things） 6. 그대와 춤을 （A Dance With You） 7. Baby You Are Beautiful 8. 눈부신 고백 （耀眼的告白l） 9. 사랑하는 일 （To Love） 10. 소풍 （Picnic） 11. 당신은 참… （You Are So...） 12. 계절이 돌아오듯이 （The Season Returns）* 13. 한번 더 이별 （再一次離別）* 14. 아는 여자 （A Familiar Woman）* 15. 좋을텐데 （会好吧） （Live）* 16. 내게 오는 길 （走向我的路） （Live）* 17. 서른 즈음에 （年近三十） （Live）* |
| 처음 第一次 （第七張正規專輯）                     | - 发行日期: 2011年9月15日 - 发行公司: Jellyfish Entertainment, LOEN Entertainment                | 歌曲列表 1. 처음 （第一次） 2. 노래가 되어 （成为你的歌） 3. 네가 불던 날 （The Day You Blow） 4. 난 좋아 （我很好） 5. 우리 참 좋았는데 （feat. 朴正炫） （我们曾多么美好） 6. 아니면서 （Even Though I Am Not） 7. 태양계 （太阳系） 8. 오 나의 여신님 （哦 我的女神） 9. Thank You 10. 끝에 （尽头） 11. 그대네요 （feat. IU） （是你） 12. 너는 나의 봄이다 （你是我的春天） |
| Winter Wonderland （英語聖誕專輯）                 | - 发行日期: 2014年12月9日 - 发行公司: Jellyfish Entertainment, CJ E&M                            | 歌曲列表 1. Winter Wonderland 2. Have Yourself A Merry Little Christmas 3. Baby It's Cold Outside 4. I'll Be Home For Christmas 5. Jingle Bells 6. Sleigh Ride 7. Let It Snow 8. The Christmas Song 9. It's Beginning To Look A Lot Like Christmas 10. White Christmas 11. Bonus: 잊지 말기로 해 （約定不要忘記） |
| DRAMA （日語專輯）                                 | - 发行日期: 2017年12月20日 - 发行公司: avex trax                                                 | 歌曲列表 1. Life is ... 2. 粉雪 3. さよならは 言わない 4. HOME 5. 君のすべての瞬間 6. ずっと一緒さ 7. プライマル 8. やさしくさよなら 9. Everything 10. 田園 11. どこかで、いつか 12. 夢月夜 |
| 君がいるよ 你在這裡 （日語專輯）                   | - 发行日期: 2018年11月21日 - 发行公司: 勝利娛樂                                                  | 歌曲列表 1. 君がいるよ 2. 愛はなぜ（Duet with Crystal Kay） 3. しぶんぎ座流星群 4. 幸せならそばにある 5. 鼓動は届く 6. 思い出 7. 追憶 8. One more time, One more chance 9. 영원히（永遠に） 10. ただ青空であるように |
| You Can Change My Life （日語迷你專輯）            | - 发行时间: 2021年2月3日 - 发行公司：勝利娛樂                                                    | 歌曲列表 1. You Can Change My Life－愛が生まれた－ 2. モノクローム 3. Time lost 4. あした 5. 心のままにいられるのなら 6. ハチミツ 7. 君住む街へ（Bonus Track） |
| ㅅ(Siot) （第八張正規專輯）                        | - 发行日期: 2021年5月21日 - 发行公司: SKJEAWON CORP.                                             | 歌曲列表 1. And We Go 2. 방랑자 (Wander) 3. 우리 한 때 사랑한 건 (That We Were Once In Love) 4. I Love You 5. 너를 사랑했던 시간 (The Time I Love You) 6. 이음새 (Moments in-between) 7. 마음을 담아 (With My Heart) 8. Mom and Dad 9. 널 잊는 기적은 없었다 (No Miracle Was There) 10. WHAT A FEELING 11. 나의 밤 나의 너 (Holding On You) 12. 영원히 (Eternally) 13. 자장가 (Lullaby) 14. 첫 겨울이니까 (Duet with 아이유) (First Winter with IU)） |

### 原聲音樂( OST )
| 形式 | 發佈日期       | 專輯名稱                 | 歌曲名稱                             | 備註 |
| OST  | 2001年9月19日  | MBC《恩怨兩姊妹》        | 不被允許的愛情（허락되지 않은 사랑） |      |
| OST  | 2002年         | MBC《男生女生向前走》    | Open Your Mind；내 안의 그녀         |      |
| OST  | 2002年1月9日   | 電影《美麗密語》         | 美麗密語（마리이야기）               |      |
| OST  | 2002年9月1日   | 電影《向左愛,向右愛》    | 仙人掌（선인장）                     |      |
| OST  | 2003年2月1日   | 電影《菊花香》           | 熙渽（희재）, Analogue（아날로그）   |      |
| OST  | 2003年10月8日  | SBS《命運的搏擊》        | 재회...                              |      |
| OST  | 2004年7月7日   | MBC 《皇太子的初戀》     | 從那天以後（그 날 이후로）           |      |
| OST  | 2004年9月23日  | 電影《我的哥哥》         | Forever With You                     |      |
| CF   | 2008年6月12日  | LG U+ Rhapsody音樂手機   | 相愛這件事（사랑하는 일）            |      |
| OST  | 2008年11月4日  | KBS 《他們生活的世界》   | 戀戀（연연）                         |      |
| OST  | 2010年         | MBC 《逆轉女王》         | 耀眼的告白（눈부신 알림）            |      |
| OST  | 2010年12月27日 | SBS 《秘密花園》         | 你是我的春天（너는 나의 봄이다）     | 作曲 |
| OST  | 2011年11月15日 | SBS 《千日的約定》       | 一次的愛（한번의 사랑）              | 作曲 |
| OST  | 2012年10月16日 | KBS 《嗚啦啦夫婦》       | 我住的地方（내가 살아갈 곳）         | 作曲 |
| OST  | 2013年11月1日  | tvN 《請回答1994》       | 給你（너에게）                       |      |
| OST  | 2014年2月12日  | SBS 《來自星星的你》     | 你的所有瞬間（너의 모든 순간）       | 作曲 |
| OST  | 2016年9月14日  | KBS 《雲畫的月光》       | 深情的再見（다정하게, 안녕히）       | 作曲 |
| OST  | 2016年12月8日  | SBS 《藍色海洋的傳說》   | 無論何地何時（어디선가 언젠가）      | 作曲 |
| OST  | 2019年2月18日  | tvN 《成為王的男人》     | 如果是在你身邊（니 곁이라면）        | 作曲 |
| OST  | 2019年7月10日  | FOD 《百合だのかんだの》 | 蜜糖（ハチミツ）                     |      |
| OST  | 2020年11月5日  | tvN 《九尾狐傳》         | 依靠著你（비스듬히 너에게）          |      |
| OST  | 2021年12月18日 | JTBC《雪降花》           | 如果你留在我身邊（곁에 있어준다면）  |      |
| OST  | 2022年11月14日 | KBS2《謝幕：樹立而死》   | 長久以來（오랫동안）                 |      |

## 演出作品

### 電視劇
| 日期                   | 電視台 | 節目名稱                | 備註               |
| 2001年12月18日         | MBC    | 《男生女生向前走第2季》 | 第313集客串        |
| 2002年7月3日           | MBC    | 《男生女生向前走第3季》 | 第4集客串          |
| 2002年1月16日          | SBS    | 《正在戀愛中》          | 第1集客串          |
| 2003年10月8日-11月27日 | SBS    | 《命運的搏擊》          | 飾演趙成宇         |
| 2005年11月18日         | MBC    | 《彩虹羅曼史》          | 第20集客串         |
| 2007年6月6日           | MBC    | 《不可阻擋的High Kick》 | 第144集客串        |
| 2007年1月17日          | SBS    | 《戀人》                | 第20集客串         |
| 2007年11月8日          | MBC    | 《泡菜乳酪微笑》        | 第74集客串         |
| 2012年6月10日          | KBS    | 《順藤而上的你》        | 第32集客串         |
| 2017年12月1日          | MBC    | 《時尚媽咪》            | 第12集客串         |
| 2017年 12月8日         | tvN    | 《Modulove》            | 飾演 酒吧Bartender |

### SBS周末反轉劇
| 時間           | 節目名稱         |
| 2005年5月22日  | 《愛的天使》     |
| 2005年6月19日  | 《惡魔似的男人》 |
| 2005年7月10日  | 《尋覓我的男人》 |
| 2005年8月7日   | 《面具的詛咒》   |
| 2005年8月21日  | 《愛情魔藥》     |
| 2005年8月28日  | 《還生緣》       |
| 2005年9月4日   | 《信息》         |
| 2005年9月11日  | 《隱型眼鏡》     |
| 2005年9月18日  | 《刀的眼淚》     |
| 2005年9月25日  | 《華麗的騙子》   |
| 2005年10月16日 | 《守護媽媽》     |
| 2005年10月30日 | 《你是我的命運》 |

## 綜藝節目
| 日期     | 電視台 | 節目名稱  | 備註 |
| 12月20日 | SBS    | 《X-Man》 | 嘉賓 |
| 12月27日 | SBS    | 《X-Man》 | 嘉賓 |

| 日期     | 電視台 | 節目名稱          | 備註 |
| 01月3日  | SBS    | 《X-Man》         | 嘉賓 |
| 01月10日 | SBS    | 《X-Man》         | 嘉賓 |
| 03月13日 | MBC    | 《NuguNugu 誰誰》 | 嘉賓 |

| 日期     | 電視台 | 節目名稱  | 備註          |
| 04月24日 | SBS    | 《X-Man》 | 嘉賓          |
| 05月1日  | SBS    | 《X-Man》 | 嘉賓          |
| 05月7日  | SBS    | 《情書》  | 嘉賓          |
| 05月14日 | SBS    | 《情書》  | 嘉賓          |
| 06月19日 | SBS    | 《X-Man》 | 嘉賓(為X-Man) |
| 06月26日 | SBS    | 《X-Man》 | 嘉賓(為X-Man) |
| 07月2日  | SBS    | 《情書》  | 嘉賓          |
| 07月9日  | SBS    | 《情書》  | 嘉賓          |
| 08月7日  | SBS    | 《X-Man》 | 嘉賓          |
| 08月14日 | SBS    | 《X-Man》 | 嘉賓          |
| 10月1日  | SBS    | 《情書》  | 嘉賓          |
| 10月8日  | SBS    | 《情書》  | 嘉賓          |
| 12月10日 | SBS    | 《情書》  | 嘉賓          |
| 12月17日 | SBS    | 《情書》  | 嘉賓          |

| 日期     | 電視台 | 節目名稱                 | 備註     |
| 03月6日  | SBS    | 《夜心萬萬》             | 嘉賓     |
| 11月6日  | SBS    | 《夜心萬萬》             | 嘉賓     |
| 11月11日 | KBS    | 《明星金鐘》             | 嘉賓     |
| 11月13日 | SBS    | 《X-Man》                | 嘉賓     |
| 12月4日  | SBS    | 《X-Man》                | 嘉賓     |
| 12月25日 | KBS    | 《李孝利的非常特別禮物》 | 與申勝勳 |

| 日期     | 電視台 | 節目名稱                     | 備註 |
| 01月26日 | KBS    | 《尹度玹的情書》             | 嘉賓 |
| 01月28日 | SBS    | 《X-Man》                    | 嘉賓 |
| 02月1日  | SBS    | 《Hey Hey Hey 2》            | 嘉賓 |
| 07月14日 | MBC    | 《無限挑戰》                 | 嘉賓 |
| 10月15日 | SBS    | 《夜心萬萬》                 | 嘉賓 |
| 10月27日 | KBS2   | 《明星金鐘》                 | 嘉賓 |
| 11月3日  | SBS    | 《Line Up》                  | 嘉賓 |
| 11月4日  | MBC    | 《經濟啊 玩吧》              | 嘉賓 |
| 11月11日 | SBS    | 《星期天真好－奇蹟的勝負師》 | 嘉賓 |
| 11月15日 | KBS    | 《Happy Together》           | 嘉賓 |
| 11月27日 | SBS    | 《真實遊戲》                 | 嘉賓 |
| 11月30日 | MBC    | 《挑戰禮儀之王》             | 嘉賓 |
| 12月1日  | SBS    | 《Star King》                | 嘉賓 |

| 日期     | 電視台 | 節目名稱           | 備註 |
| 06月21日 | KBS    | 《明星金鐘》       | 嘉賓 |
| 06月21日 | MBC    | 《介紹明星的朋友》 | 嘉賓 |
| 7月16日  | MBC    | 《Radio Star》     | 嘉賓 |
| 10月10日 | SBS    | 《金諪恩的巧克力》 | 嘉賓 |

| 日期    | 電視台 | 節目名稱           | 備註 |
| 10月1日 | KBS    | 《柳熙烈的寫生簿》 | 嘉賓 |

| 日期              | 電視台 | 節目名稱                         | 備註                     |
| 05月19日          | KBS    | 《Happy Together》               | 與金英哲，千明勳，金長勳 |
| 08月19日-09月30日 | KBS    | 《柳熙烈的寫生簿》               | 負責該The Touch單元      |
| 08月21日-09月25日 | KBS    | 《兩天一夜第一季》(觀眾同遊特輯) | 與白智英、全炫茂         |
| 09月19日          | KBS    | 《大國民脫口秀-你好》            | 嘉賓                     |
| 09月20日          | SBS    | 《強心臟》                       | 嘉賓                     |
| 09月27日          | SBS    | 《強心臟》                       | 嘉賓                     |
| 09月29日          | Mnet   | 《Beatles Code》                 | 嘉賓                     |
| 10月6日           | Mnet   | 《Beatles Code》                 | 嘉賓                     |
| 11月8日           | KBS    | 《乘勝長驅》                     | 嘉賓                     |
| 11月15日          | KBS    | 《乘勝長驅》                     | 嘉賓                     |
| 11月19日          | KBS    | 《柳熙烈的寫生簿》               | 與朴正炫                 |
| 11月24日          | KBS    | 《Happy Together》               | 與朴正炫，Kwill          |
| 12月23日          | MBC    | 《偉大的誕生》                   | 評審                     |
| 12月24日          | KBS    | 《柳熙烈的寫生簿》               | 聖誕特輯                 |

| 日期     | 電視台 | 節目名稱               | 備註             |
| 02月6日  | KBS    | 《大國民脫口秀-你好》  | 與金亨石，張在仁 |
| 03月9日  | MBC    | 《偉大的誕生》         | 作為DJ客串       |
| 03月15日 | KBS    | 《Happy Together》     | 與Kwill，尹鍾信  |
| 03月25日 | KBS    | 《Gag Concert》        | 嘉賓             |
| 04月12日 | Mnet   | 《VIXX Mnet Mydol》    | 作為第一集的評審 |
| 05月11日 | KBS    | 《柳熙烈的寫生簿》     | 嘉賓             |
| 09月4日  | KBS    | 《乘勝長驅》(張美蘭篇) | 與朴泰桓         |
| 12月21日 | KBS    | 《柳熙烈的寫生簿》     | 聖誕特輯         |
| 12月24日 | KBS    | 《大國民脫口秀-你好》  | 與玄英、秋憲坤   |

| 日期     | 電視台 | 節目名稱                 | 備註                   |
| 3月16日  | JTBC   | 《隱藏的歌手》(成始璄篇) | 嘉賓                   |
| 11月25日 | KBS    | 《大國民脫口秀-你好》    | 嘉賓                   |
| 12月26日 | KBS    | 《Happy Together》       | 與河東勳，MINO，鄭俊英 |

| 日期     | 電視台 | 節目名稱                  | 備註                             |
| 08月19日 | KBS    | 《我們小區藝體能》(網球)  | 嘉賓                             |
| 08月26日 | KBS    | 《我們小區藝體能》(網球)  | 嘉賓                             |
| 09月5日  | MBC    | 中秋特輯《同生肖家教》    | 金成鈴,希澈,鄭埻夏等藝人共同演出 |
| 09月9日  | KBS    | 《我們小區藝體能》 (網球) | 嘉賓                             |
| 09月12日 | MBC    | 中秋特輯《同生肖家教》    | 金成鈴,希澈,鄭埻夏等藝人共同演出 |
| 10月18日 | JTBC   | 《隱藏的歌手》(尹鍾信篇)  | 嘉賓                             |

| 日期    | 電視台 | 節目名稱                      | 備註                   |
| 3月11日 | SBS    | 《明星金鐘》(新年特輯)        | 與金九拉 ，EXO，Sistar |
| 3月22日 | SBS    | 《Running Man》(黄金鎖匙競賽) | 與金東賢               |
| 6月7日  | KBS    | 《超人回来了》嚴泰雄篇        | 到嚴泰雄家做客         |

| 日期    | 電視台 | 節目名稱                       | 備註                      |
| 3月3日  | KBS    | 《Happy Together》(孤獨王特輯) | 與李國主，孫汝恩，cheetah |
| 3月26日 | MBC    | 《無限挑戰》(祝歌歌手特輯)     | 作為祝歌指導嘉賓出演      |

| 日期     | 電視台 | 節目名稱                        | 備註     |
| 11月8日  | SBS    | 《崔華靜的powertime》廣播節目   | 嘉賓     |
| 11月11日 | MBC    | 《張聖圭的早安FM》廣播節目      | 嘉賓     |
| 11月26日 | SBS    | 《兩點出逃Cultwo Show》廣播節目 | 嘉賓     |
| 11月27日 | KBS    | 《每天和你 我是趙圭燦》廣播節目 | 嘉賓     |
| 12月4日  | JTBC   | 《請給一頓飯》                  | 與洪允和 |

| 日期     | 電視台       | 節目名稱                           | 備註  |
| 5月4日   | KBS Cool FM  | 《黄廷珉的Music Show》廣播節目     | 嘉賓  |
| 5月6日   | SBS Power FM | 《崔華靜的powertime》廣播節目      | 嘉賓  |
| 5月11日  | KBS Happy FM | 《朴明洙的Radio Show》廣播節目     | 嘉賓  |
| 5月14日  | SBS Power FM | 《美麗的早晨，我是金昌完》廣播節目 | 嘉賓  |
| 5月18日  | KBS          | 《屋塔房的問題兒童們》             | 嘉賓  |
| 5月18日  | SBS          | 《金榮澈的Power FM》廣播節目       | 嘉賓  |
| 7月25日  | JTBC         | 《認識的哥哥》                     | 與BoA |
| 10月7日  | MBC標準FM    | 《金伊娜的星光閃耀的夜晚》廣播節目 | 嘉賓  |
| 10月15日 | SBS Power FM | 《崔華靜的powertime》廣播節目      | 嘉賓  |
| 11月18日 | SBS Power FM | 《朴河宣的Cine Town》廣播節目      | 嘉賓  |
| 11月26日 | MBC          | 《藍色之夜 我是屋頂月光》廣播節目  | 嘉賓  |

| 日期    | 電視台                  | 節目名稱                                               | 備註            |
| 1月15日 | tvN                     | 《肩膀舞要跳到什么时候啊》                             | 與K.Will        |
| 5月6日  | SBS                     | 《美味的廣場》                                         |                 |
| 5月9日  | SBS                     | 《我家的熊孩子》                                       | 特別MC          |
| 5月13日 | SBS                     | 《美味的廣場》                                         |                 |
| 5月16日 | SBS                     | 《Tiki-taCAR》                                         | 與白智英        |
| 5月21日 | Naver Now               | 《成始璄的With My Heart》                              | 嘉賓李碩薰      |
| 5月23日 | SBS                     | 《Running Man》                                        | 與李龍真        |
| 5月23日 | JTBC                    | 《JTBC新聞室》                                         | 訪問            |
| 5月24日 | KBS Cool FM             | 《黄廷珉的Music Show》廣播節目                         | 嘉賓            |
| 5月24日 | KBS Joy                 | 《您儘管問》                                           | 嘉賓            |
| 5月26日 | SBS Power FM            | 《崔華靜的powertime》廣播節目                          | 嘉賓            |
| 5月26日 | MBC                     | 《Radio Star》                                         | 與李碩薰        |
| 5月27日 | MBC                     | 《藍色之夜 我是屋頂月光》廣播節目                      | 嘉賓            |
| 5月27日 | SBS Power FM            | 《朴河宣的Cine Town》廣播節目                          | 嘉賓            |
| 5月28日 | KBS                     | 《柳熙烈的寫生簿》                                     | 嘉賓            |
| 5月31日 | SBS Power FM            | 《Din Din的Music High》廣播節目                        | 嘉賓            |
| 6月2日  | KBS Cool FM             | 《相愛的好日子李錦姬》廣播節目                         | 嘉賓            |
| 6月2日  | MBC標準FM               | 《金伊娜的星光閃耀的夜晚》廣播節目                     | 嘉賓            |
| 6月5日  | tvN                     | 《驚人的星期六》                                       | 與金海俊        |
| 6月5日  | MBC                     | 《全知干預視角》                                       | 演播室嘉賓      |
| 6月21日 | MBC                     | 《女人時代 我是楊姬銀 徐京錫》廣播節目                 | 嘉賓            |
| 6月21日 | Naver Now               | 《李秀賢的園林》                                       | 嘉賓            |
| 7月1日  | TV CHOSUN               | 《愛的呼叫中心》                                       | 嘉賓            |
| 7月7日  | Melon Station           | 《電影與朴宣英 (영화& 박선영입니다)》廣播節目 (Part 1) | 嘉賓            |
| 7月12日 | MBC                     | 《不打架就萬幸》                                       | 與白智英        |
| 7月14日 | Melon Station           | 《電影與朴宣英 (영화& 박선영입니다)》廣播節目 (Part 2) | 嘉賓            |
| 7月19日 | MBC                     | 《不打架就萬幸》                                       | 與白智英        |
| 7月22日 | Starbucks Korea YouTube | STARBUCKS SUMMER JOY                                   | STARBUCKS BUDDY |

## 綜藝節目主持
目前放送中

| 日期                            | 電視台    | 節目名稱                         | 備註                                      |
| 2012年3月4日至2013年11月24日    | KBS       | 《兩天一夜第二季》               | 與金鍾旼、車太鉉、周元等人共同主持        |
| 2012年12月28日                  | KBS 2     | 《KBS歌謠盛典》                  | 與潤娥、鄭容和共同主持                    |
| 2013年8月2日至2015年12月18日    | JTBC      | 《魔女狩猎》                     | 與申東燁等人共同主持                      |
| 2013年12月29日                  | SBS       | 《SBS歌謠大戰》                  | 與Dara、希澈共同主持                      |
| 2014年7月7日至2017年12月4日     | JTBC      | 《非首腦會談》                   | 與全炫茂、俞世潤等人共同主持              |
| 2014年8月9日至2014年8月30日     | tvN       | 《大學辯論戰5》                  | 主持人                                    |
| 2014年8月19日至2015年1月20日    | KBS       | 《我們小區藝體能》 (網球)        |                                           |
| 2014年9月1日                    | MBC       | 《無限Dream MBC》                |                                           |
| 2014年9月8日至2015年4月2日      | MBC       | 《同生肖家教》                   | 與金希澈、金成玲共同主持                  |
| 2014年9月22日至2017年10月12日   | Olive TV  | 《今天吃什麼》                   | 與申東燁共同主持                          |
| 2014年12月27日                  | KBS       | 《KBS演藝大獎》                  | 與申東燁、柳喜烈共同主持                  |
| 2015年1月31日至2015年4月18日    | JTBC      | 《我獨自戀愛中》                 | 與全炫茂、張東民等人共同主持              |
| 2015年8月20日至2015年11月9日    | Mnet      | 《SUPER STAR K7 (第7季)》        | 與尹鍾信、白智榮等人共同主持              |
| 2015年8月25日起至2019年         | Olive TV  | 《Olive Show》                   | 與曹世鎬、樸俊雨共同主持                  |
| 2015年10月13日                  | KBS       | 《我們小區藝體能》 (網球)        |                                           |
| 2015年12月26日                  | KBS       | 《KBS演藝大獎》                  | 與雪炫、申東燁共同主持                    |
| 2016年3月30日至2016年8月15日    | SBS       | 《Vocal 戰爭：神的聲音》         | 與李輝才共同主持                          |
| 2016年4月8日至2017年4月7日      | MBC       | 《二重唱歌謠祭》                 | 與白智英、俞世潤等人共同主持              |
| 2016年4月16日至2019年9月28日    | KBS 2     | 《戰鬥旅行》                     | 與李輝才、金淑、San E等人共同主持         |
| 2018年1月30日至2018年4月21日    | Olive     | 《蝸牛酒店》                     | 與李敬揆、金玟廷等人共同主持              |
| 2018年7月19日起至2018年10月13日 | MBC       | 《公司食堂》                     | 與李常敏、趙優鐘、安炫牟、金榮澈 共同主持 |
| 2019年3月17日至2019年8月11日    | MBC       | 《傻瓜的戀愛》                   | 與許卿煥、梁世燦、樸聖光等人共同主持      |
| 2019年3月17日至2019年6月2日     | tvN       | 《Show! Audio Jockey》           | 與樸明洙、蘇有珍、MONSTA X等人共同主持    |
| 2019年9月20日至2019年11月8日    | tvN       | 《被歌聲迷住》                   | 與尹尚、Gummy、圭賢等人共同主持           |
| 2020年5月2日至2020年12月5日     | tvN       | 《On & Off第一季》               | 與曹世鎬、金玟我共同主持                  |
| 2020年5月29日至2020年7月10日    | Mnet      | 《韓國好聲音2020》               | 與金鍾國、BoA、Dynamic Duo共同主持        |
| 2020年9月29日至2020年9月30日    | MBC       | 中秋特別節目《臉紅的拉麵研究所》 | 與金鍾國、徐章勳、河東勳、夏妍智共同主持  |
| 2020年10月14日至2021年4月23日   | JTBC      | 《首爾沒有我們家》               | 與李壽根、宋恩伊、鄭尚勳、朴河宣共同主持  |
| 2020年11月20日至2021年1月22日   | Mnet      | 《Focus：Folk Us》               | 與樸學其、金倫我、金鐘萬、金必共同主持    |
| 2021年1月3日至2021年3月14日     | SBS       | 《傳說的舞台 - Archive K》       | 節目主MC                                  |
| 2021年1月15日至2021年6月4日     | MBC       | 《臉紅的神仙遊戲》               | 與徐章勳、金鐘國、河東勳共同主持          |
| 2021年2月16日至2021年5月26日    | tvN       | 《On & Off第二季》               | 與嚴正化、草娥共同主持                    |
| 2021年4月23日至2021年6月18日    | Channel S | 《與神同飲第一季》               | 與申東燁共同主持（EP3 - EP10）            |
| 2021年5月26日至今               | KBS Joy   | 《失戀博物館》                   | 與李素拉、DinDin共同主持                  |
| 2021年6月28日至今               | KBS2      | 《白種元class》                  | 與白種元共同主持                          |
| 2021年7月15日至今               | KBS2      | 《我們愛的那首歌，新歌手》       | 節目主MC                                  |
| 2021年7月16日至今               | Channel S | 《與神同飲第二季》               | 與申東燁、李龍真、Xiumin共同主持          |
| 2023年4月25日                   | Netflix   | 《人+性大不同：日本篇》          | 與申東燁共同主持                          |
| 2023年8月24日                   | Netflix   | 《人+性大不同：台灣篇》          | 與申東燁共同主持                          |
| 2024年2月12日                   | Netflix   | 《人+性大不同：荷蘭及德國篇》    | 與申東燁共同主持                          |

## 電台DJ
| 日期          | 電視台       | 節目名稱               | 備註                 |
| 2005年-2008年 | MBC FM4U     | Blue Night             |                      |
| 2011年-2014年 | MBC FM4U     | FM音樂都市，我是成始璄 | 140413為最後一次主持 |
| 2014年8月21日 | SBS Power FM | 兩點逃出 Cultwo Show!  | 為代班DJ             |
| 2021年8月3日  | SBS Power FM | 美麗的早晨，我是金昌完 | 為代班DJ             |

## 演唱會
- 2001 成始璄 1st 演唱會

| 日期      | 演唱會站次 |
| 2001年8月 | 首爾站     |

- 2001 10月鄉村雪下Joint Concert

| 日期       | 演唱會站次 |
| 2001年10月 | 首爾站     |

- 2001 White Dream Concert

| 日期       | 演唱會站次 |
| 2001年12月 | 首爾站     |

- 2002 仲夏夜之夢 演唱會

| 日期      | 演唱會站次 |
| 2002年7月 | 首爾站     |

- 2002 成始璄 classic Concert

| 日期      | 演唱會站次 |
| 2002年8月 | 首爾站     |
| 2002年8月 | 大田站     |
| 2002年8月 | 水原站     |
| 2002年9月 | 水原站     |
| 2002年9月 | 首爾站     |
| 2002年9月 | 蚕室站     |
| 2002年9月 | 釜山站     |

- 2003 Finale 成始璄 classic Concert

| 日期      | 演唱會站次 |
| 2003年1月 | 首爾站     |

- 2011 成始璄 全國巡迴-"初次"

| 日期              | 演唱會站次 |
| 2011年10月8日     | 釜山站     |
| 2011年10月15日    | 大邱站     |
| 2011年10月22日    | 仁川站     |
| 2011年10月28-29日 | 大田站     |

- 2012年 祝歌演唱會

| 日期             | 演唱會站次 | 舉行地點         |
| 2012年5月26-27日 | 首爾站     | 延世大學露天劇場 |

- 2013年 祝歌演唱會

| 日期          | 演唱會站次 | 舉行地點         |
| 2013年5月25日 | 首爾站     | 延世大學露天劇場 |

- 2013 跨年演唱會

| 日期              | 演唱會站次 | 舉行地點               |
| 2013年12月30-31日 | 首爾站     | 奧林匹克公園體操體育場 |

- 2014年 日本公演

| 日期          | 演唱會站次 | 舉行地點    |
| 2014年1月24日 | 東京       | 涉谷禮堂    |
| 2014年1月26日 | 大阪       | NHK大阪禮堂 |

- 《成始璄的冬天》

| 日期           | 演唱會站次 | 舉行地點 |
| 2014年12月5日  | 首爾站     | 蚕室     |
| 2014年12月12日 | 首爾站     | 大田     |

- 2015年《祝歌演唱會》

| 日期          | 演唱會站次 | 舉行地點         |
| 2015年5月24日 | 首爾站     | 延世大學露天劇場 |

- 2016年《祝歌演唱會》

| 日期             | 演唱會站次 | 舉行地點         |
| 2016年5月14-15日 | 首爾站     | 延世大學露天劇場 |

- 2017年全國巡迴《祝歌演唱會》

| 日期             | 演唱會站次 | 舉行地點                   |
| 2017年5月27-28日 | 首爾站     | 延世大學露天劇場           |
| 2017年6月10日    | 全州站     | 韓國Sori文化之殿堂室外劇場 |
| 2017年6月17-18日 | 釜山站     | 電影殿堂露天舞台           |

- 2019年《祝歌演唱會》

| 日期             | 演唱會站次 | 舉行地點             |
| 2019年5月25-26日 | 首爾站     | 延世大學露天劇場     |
| 2019年6月1日     | 全州站     | 韓國文化殿堂室外劇場 |
| 2019年6月8日     | 蔚山站     | 體育公園湖畔廣場     |

## 獎項

### 大型頒獎禮獎項
- 2001年：漢城歌曲大獎
- 2001年：金唱片獎
- 2001年：Mnet亞洲音樂大賞
- 2001年：KMTV歌謠大獎
- 2001年：MBC歌謠大賞
- 2001年：SBS歌謠大戰
- 2001年：KBS歌謠盛典

- 2002年：MBC歌謠大賞
- 2002年：Mnet亞洲音樂大賞
- 2002年：Model Line歌手部門最佳著裝
- 2002年：金唱片獎
- 2002年：漢城歌曲大獎
- 2002年：KMTV歌謠大獎
- 2002年：SBS歌謠大戰
- 2002年：KBS歌謠盛典

- 2003年：Korean Music Award敘事曲領域
- 2003年：SBS歌謠大戰

- 2005年：KBS歌謠盛典

- 2006年：SBS歌謠大戰
- 2006年：大韓民國影像大獎solo歌手部門

- 2007年：MBC演技大獎成始璄的藍色夜晚

- 2009年：陸軍參謀總長獎

- 2012年：MBC演技大獎FM音樂都市我是成始璄

- 2014年：Edaily報導文化獎項 2013年度最佳音樂會

### 音樂節目獎項
| 年度   | 得獎詳細內容 |
| 2002年 | - 我們很般配(우린 제법 잘 어울려요) - 8月 24日 MBC 《Music Camp》 1位 - 8月 25日 SBS 《人氣歌謠》 1位 - 8月 31日 MBC 《Music Camp》 1位 - 9月 7日 MBC 《Music Camp》 1位 - 9月 14日 MBC 《Music Camp》 1位 (連續4週一位) |
| 2003年 | - 不忍...(차마...) - 12月 28日 SBS 《人氣歌謠》 1位(Mutizen Song) |
| 2005年 | - 過的好嗎(잘 지내나요) - 5月 12日 M.net 《M! Countdown》 1位 - 5月 29日日 SBS 《人氣歌謠》 1位(Mutizen Song) |
| 2006年 | - 在街上(거리에서) - 12月 3日 SBS 《人氣歌謠》 1位(Mutizen Song) |

## 外部連結
- Sung Si Kyung Official Fan Club - Purple Ocean
- Sung Si Kyung Japan Official Fan Club https://ssk-purpleocean.jp/ （页面存档备份，存于） (日文)
- 成始璄 （页面存档备份，存于）在Daum cafe的頁面
- 成始璄 （页面存档备份，存于）的Instagram 帳戶
- 成始璄的X（前Twitter） 
- 成始璄的 YouTube 頻道 https://youtube.com/@sungsikyung （页面存档备份，存于）